# Quimiotropismo
Quimiotropismo é o crescimento de organismos como bactérias e plantas, navegados por estímulo químico de fora do organismo ou parte do organismo. A resposta do organismo ou parte do organismo é denominada "positiva" se o crescimento for em direção ao estímulo, ou "negativo" se o crescimento estiver distante do estímulo. O tubo polínico, também, por um estímulo químico cresce em direção ao óvulo.

## Em plantas
Um exemplo de movimento quimiotrópico pode ser visto durante o crescimento do tubo [pólen]], onde o crescimento é sempre em direção aos óvulos. Também pode ser escrito que a conversão da flor em fruta é um exemplo de quimiotropismo.
A fertilização das flores pelo pólen é conseguida porque o Ovário (plantas) ovário libera substâncias químicas que produzem uma resposta quimiotrópica positiva do tubo polínico em desenvolvimento.
Um exemplo de quimiotropismo positivo e negativo é mostrado pelas raízes de uma planta; as raízes crescem em direção a minerais úteis exibindo quimiotropismo positivo e crescem longe de [[ácidos] prejudiciais] exibindo quimiotropismo negativo.

## Em animais
Outro exemplo de movimento quimiotrópico inclui o crescimento de células neuronais individuais [axônios]] em resposta a sinais extracelulares. Esses sinais guiam o axônio em desenvolvimento para inervar o tecido alvo correto.
Os cones de crescimento neuronal são guiados por gradientes de moléculas quimioatrativas que emanam de seus alvos intermediários ou finais. Há evidências de que os axônios dos neurônios periféricos são guiados pelo quimiotropismo e o crescimento dirigido de alguns axônios centrais é também uma resposta quimiotrópica, mas ainda não se sabe se o quimiotropismo também atua no sistema nervoso central. Evidências de quimiotropismo também foram observadas na regeneração neuronal, onde substâncias quimiotrópicas guiam as neurites ganglionares em direção ao coto neuronal degenerado.